# Chandler's Ford
Chandler's Ford är en ort och civil parish i grevskapet Hampshire i södra England. Orten ligger i distriktet Eastleigh, cirka 9 kilometer norr om Southampton. Den är sammanvuxen med staden Eastleigh i öster. Tätorten (built-up area) hade 31 976 invånare vid folkräkningen år 2021.